# Jozef Abelshausen
Jozef Abelshausen, né le 6 juin 1949 à Saint-Léonard et mort le 29 avril 2017 à Rijkevorsel,, est un coureur cycliste belge.

## Biographie
Chez les amateurs, Jozef Abelshausen s'illustre en obtenant de nombreuses victoires sur des courses régionales. Il passe ensuite professionnel en septembre 1970, et le reste jusqu'en 1976. Durant cette période, il se distingue principalement dans des kermesses belges en décrochant de nouveaux succès, comme au Tour du Limbourg. Il remporte par ailleurs une étape du Tour de l'Oise en 1971 ainsi qu'une étape des Quatre Jours de Dunkerque en 1972. 

## Palmarès

### Palmarès amateur
- 1967
  - 2e du championnat de Belgique sur route juniors
- 1968
  - 3e du championnat de Belgique sur route juniors
- 1969
  - Hulste-Ingelmunster
  - Gand-Wevelgem amateurs
  - Bruxelles-Rebecq-Rognon
  - 2e du Circuit Het Volk amateurs
  - 2e de l'Omloop der Vlaamse Gewesten
  - 2e du Tour des Flandres amateurs
- 1970
  - Trofee Het Laatste Nieuws
  - Gand-Staden
  - Gand-Wervik
  - 2e du championnat de Belgique du contre-la-montre par équipes amateurs
  - 3e du Grand Prix d'Affligem

### Palmarès professionnel
| - 1970 - 3e du Grand Prix Jef Scherens - 1971 - 2e étape du Tour de l'Oise - Circuit du Brabant occidental - Circuit de Belgique centrale - 2e de Hoeilaart-Diest-Hoeilaart - 2e du Circuit de la vallée de la Lys - 2e de Kessel-Lier - 2e du Grand Prix Flandria - 1972 - Tour du Limbourg - Omloop van het Zuidwesten - 5eb étape des Quatre Jours de Dunkerque - 2e de Harelbeke-Poperinge-Harelbeke - 2e du Grand Prix de Denain - 2e du Circuit du Brabant central - 1973 - Tour du Limbourg - Grand Prix du 1er mai - 2e d'À travers la Belgique - 2e du Circuit de Belgique centrale - 2e de Kessel-Lier - 3e de la Flèche côtière - 3e du Circuit de Niel | - 1974 - Harelbeke-Poperinge-Harelbeke - Circuit des régions fruitières - Circuit du Brabant occidental - 2e du Circuit de Niel - 1975 - Grote Prijs Benego - 2e du Grand Prix de Denain - 3e du Grand Prix Beeckman-De Caluwé - 1976 - Circuit du Tournaisis |  |